# لودويغ ستيج
تعيين لودفيج ستيج (22 ديسمبر 1894 - 6 سبتمبر 1945)، سياسي نازي ألماني، رئيسًا لمدينة برلين (عمدة اللورد) من عام 1940 إلى عام 1945.

## سيرة شخصية
ولد في أوتفايلر بالقرب من ساربروكن، نجل أحد المعلمين. عندما كان شابًا، انتقل إلى برلين واكتسب منصبًا صغيرًا في إدارة المدينة. في الحرب العالمية الأولى خدم في المشاة، وأصبح ملازمًا ثانيًا. بالعودة إلى برلين عام 1919، عاد إلى الإدارة وكان من بين أمور أخرى مسؤولاً عن خدمات التنظيف في المدينة. انضم إلى الحزب النازي في عام 1933، وبالتالي حصل على ترقية سريعة حيث تم عزل غالبية موظفي الخدمة المدنية في برلين الذين كانوا موالين للديمقراطيين الاجتماعيين من منصبهم. أصبح نائبًا ليوليوس ليبرت، مفوض الدولة في برلين، الذي كان يحمل أيضًا اللقب التقليدي لـ Oberbürgermeister. 